# オフィスエイツ
有限会社オフィスエイツは、2004年7月7日に設立された、福岡市博多区に本社を置く芸能プロダクション。

## 所属タレント
- 財津ユカ
- コガ☆アキ
- 中島つぐまさ
- 杉野景子

| スタブアイコン | サブスタブ | この項目は、まだ閲覧者の調べものの参照としては役立たない、企業に関連した書きかけの項目です。この項目を加筆・訂正などしてくださる協力者を求めています（PJ:経済）。 |